# Walter Vitzthum
Walter Vitzthum (* 6. März 1928 in Nürnberg; † 15. März 1971 in Paris) war ein deutscher Kunsthistoriker und Experte italienischer Zeichnungen. Bis zu seinem frühen Tod war er Professor an der University of Toronto.

## Leben
Walter Vitzthum studierte Kunstgeschichte, Archäologie, Romanistik und Englisch an der Ludwig-Maximilians-Universität München. Anschließend an zahlreiche Studienaufenthalte in London (am Courtauld Institute of Art), Paris, Florenz, Rom, Wien und Berlin wurde er in München 1956 über Bernardino Poccetti als Zeichner promoviert. Seit 1958 lehrte er am Kunsthistorischen Seminar der University of Toronto ‒ zunächst als Assistant professor, später befördert zum Full professor ‒, er behielt während der nächsten Jahre jedoch eine Wohnung in Paris und hielt sich trotz seiner Lehrtätigkeit in Kanada etwa die Hälfte des Jahres in Europa auf. Sein akademisches Wirken und eine enorme Reisetätigkeit ‒ laut Detlef Heikamp soll er sich selten länger als zehn Tage an einem Ort aufgehalten haben ‒ gelten als ungewöhnlich, die hohe Produktivität schlug sich neben vielen kürzeren Monographien vorrangig in nur en passant publizierten Beobachtungen, Zuschreibungen und Werklisten nieder, die vom Autor in Fußnoten, Katalogbeiträgen, Rezensionen und kurzen Zuschriften oder Briefen an Zeitschriften mitgeteilt wurden. Nur einen einzigen längeren Aufsatz  hat Vitzthum in einem wissenschaftlichen Fachjournal publiziert.

## Schriften (in Auswahl)
Ein ausführliches Verzeichnis der Schriften Walter Vitzthums findet sich in Heikamp 1971, S. 97–115.
- Lo studiolo di Francesco I a Firenze. Fabbri, Mailand 1965 (L’arte racconta, 16).
- La galleria di Palazzo Farnese a Roma. Fabbri, Mailand 1965 (L’arte racconta, 42).
- La galleria di Palazzo Medici-Riccardi. Fabbri, Mailand 1965 (L’arte racconta, 45).
- Il barocco a Roma. Fabbri, Mailand 1971 (I disegni dei maestri, 14).
- Il barocco a Napoli e nell’Italia meridionale. Fabbri, Mailand 1971 (I disegni dei maestri, 9).
- Jacques Callot. Incisioni. La Nuova Italia, Florenz 1971.
- Drawings in the collection of the Art Gallery of Ontario. Toronto 1970.
- Cento disegni napoletani: sec. XVI‒XVIII. Olschki, Florenz 1967 (Gabinetto Disegni e Stampe degli Uffizi, 26).
- Luca Giordano. Fabbri, Mailand 1966 (I maestri del colore, 172).
- Pietro da Cortona a Palazzo Pitti. Fabbri, Mailand 1965 (L’arte racconta, 21).
- Charles Le Brun e la sua scuola a Versailles. Fabbri, Mailand 1965 (L’arte racconta, 47).